# Cyanomitra veroxii
La nettarinia chiazzerosse (Cyanomitra veroxii (A.Smith, 1831) è un uccello della famiglia Nectariniidae, diffuso nell'Africa subsahariana.

## Tassonomia
Comprende le seguenti sottospecie:
- Cyanomitra veroxii veroxii (A.Smith, 1831)
- Cyanomitra veroxii fischeri (Reichenow, 1880)
- Cyanomitra veroxii zanzibarica (Grote, 1932)